# アメンエムハト2世
アメンエムハト2世（Amenemhat II, 在位：紀元前1929年 - 紀元前1895年）は、古代エジプト第12王朝の第3代ファラオ（王）。

## 生涯
父王センウセレト1世の治世42年目に共同統治者に任命された。その治世中、湿地帯が広がるファイユーム地方が、食料増産の可能性を秘めた新たな農地として注目されるようになり、大規模な干拓事業が着工された。堤防を築くことでナイル川からの水の流入を防ぐことが試された一方で、灌漑を効率化するために従来使用されていた運河がより広く深く掘削された。祖父アメンエムハト1世の代から行われていた対外遠征はさらに遠方まで及び一部は紅海に到達した他、治世28年目にはヌビアのさらに南のプントまで遠征部隊を送っている。軍事政策だけでなく、外交による政策も活発に行われた。地中海東岸の地域レバントに使者を派遣して贈り物を交換した。また、地中海を挟んで北にあるクレタ島とも交流があった。外国との交流が活発になった結果、アメンエムハト2世の時代以降、エジプトで活動する外国人の数が徐々に増え、発見される遺物にもしばしば外国系の名前が見られるようになる。
アメンエムハト2世の死後はダハシュールに築かれたピラミッドかその近辺に築かれた墓に葬られたと考えられる。治世32年目に共同統治者に任命された息子のセンウセレト2世がその後を継いだ。